# Hieracium stellatifolium
Hieracium stellatifolium là một loài thực vật có hoa trong họ Cúc. Loài này được (Omang) Dahlst. ex Ósk. mô tả khoa học đầu tiên năm 1957.